# Kabinett Strauß III
Das Kabinett Strauß III bildete vom 30. Oktober 1986 bis zum 19. Oktober 1988 die Staatsregierung des Freistaates Bayern. Mit Mathilde Berghofer-Weichner wurde das erste Mal in Bayern eine Frau als Ministerin ernannt.
| Amt oder Ressort | Amtsinhaber(in)                                                              | Partei | Partei | Staatssekretär(in)                                                                        | Partei | Partei |
| --- | ---------------------------------------------------------------------------- | ------ | ------ | ----------------------------------------------------------------------------------------- | ------ | ------ |
| Ministerpräsident | Franz Josef Strauß † 03.10.1988                                              |        | CSU    |                                                                                           |        |        |
| Leiter der Staatskanzlei, Sonderaufgaben                                                                                                   | Edmund Stoiber                                                               |        | CSU    |                                                                                           |        |        |
| Finanzen Stellvertretender Ministerpräsident 12.07.1988 – 03.10.1988 Kommissarischer Ministerpräsident seit 03.10.1988                     | Max Streibl                                                                  |        | CSU    | Albert Meyer                                                                              |        | CSU    |
| Inneres | August Richard Lang                                                          |        | CSU    | Heinz Rosenbauer Peter Gauweiler                                                          |        | CSU    |
| Justiz | Mathilde Berghofer-Weichner                                                  |        | CSU    | Wilhelm Vorndran                                                                          |        | CSU    |
| Unterricht und Kultus | Hans Zehetmair                                                               |        | CSU    | Hans Maurer bis 30.09.1987 Gebhard Glück 30.09.1987 – 14.06.1988 Otto Meyer ab 14.06.1988 |        | CSU    |
| Wissenschaft und Kunst | Wolfgang Wild                                                                |        | CSU    | Thomas Goppel                                                                             |        | CSU    |
| Wirtschaft und Verkehr | Anton Jaumann bis 14.06.1988 Gerold Tandler ab 14.06.1988                    |        | CSU    | Georg Freiherr von Waldenfels bis 30.09.1987 Alfons Zeller ab 30.09.1987                  |        | CSU    |
| Ernährung, Landwirtschaft und Forsten | Hans Eisenmann bis 31.08.1987 Simon Nüssel ab 30.09.1987                     |        | CSU    | Simon Nüssel bis 30.09.1987 Hans Maurer ab 30.09.1987                                     |        | CSU    |
| Arbeit und Sozialordnung | Karl Hillermeier bis 14.06.1988 Gebhard Glück ab 14.06.1988                  |        | CSU    | Gebhard Glück bis 30.09.1987 Barbara Stamm ab 30.09.1987                                  |        | CSU    |
| Landesentwicklung und Umweltfragen | Alfred Dick                                                                  |        | CSU    | Alois Glück bis 14.06.1988 Hans Spitzner ab 14.06.1988                                    |        | CSU    |
| Bundesangelegenheiten und Bevollmächtigter des Freistaates Bayern beim Bund bis 27.09.1987 Bundes- und Europaangelegenheiten ab 30.09.1987 | Peter Schmidhuber bis 27.09.1987 Georg Freiherr von Waldenfels ab 30.09.1987 |        | CSU    | Alfred Sauter seit. 14.06.1987                                                            |        | CSU    |